# Baskerlandet Rundt 2019
Baskerlandet Rundt 2019 var den 59. udgave af cykelløbet Baskerlandet Rundt. Det baskiske etapeløb var det 15. arrangement på UCI's World Tour-kalender i 2019 og blev arrangeret mellem 8. og 13. april 2019. Den samlede vinder af løbet blev spanske Jon Izagirre fra Astana Pro Team.

## Hold og ryttere
| UCI WorldTeams (18)- AG2R La Mondiale - Astana - Bahrain-Merida - Bora-hansgrohe - CCC Team - Deceuninck-Quick Step - Dimension Data - EF Education First - Groupama-FDJ - Team Jumbo-Visma - Lotto Soudal - Mitchelton-Scott - Movistar Team - Katusha-Alpecin - Sky - Team Sunweb - Trek-Segafredo - UAE Team Emirates UCI Professionelle kontinentalthold (5)- Burgos-BH - Caja Rural-Seguros RGA - Cofidis, Solutions Crédits - Euskadi Basque Country-Murias - Manzana Postobón |
| |

### Danske ryttere
- Jakob Fuglsang kørte for Astana Pro Team
- Mikkel Frølich Honoré kørte for Deceuninck-Quick Step
- Jonas Vingegaard kørte for Team Jumbo-Visma
- Jesper Hansen kørte for Cofidis

## Etaperne
| Etape    | Dato     | Start – Mål                                           | type              | Afstand (km) | Etapevinder           | Førende rytter        |
| -------- | -------- | ----------------------------------------------------- | ----------------- | ------------ | --------------------- | --------------------- |
| 1. etape | 8. apr.  | Zumárraga – Zumárraga                                 | enkeltstart       | 11,2         | Maximilian Schachmann | Maximilian Schachmann |
| 2. etape | 9. apr.  | Zumárraga – Gorraiz                                   | kuperet etape     | 149,5        | Julian Alaphilippe    | Maximilian Schachmann |
| 3. etape | 10. apr. | Sarriguren – Santuario de Nuestra Señora de Estíbaliz | kuperet etape     | 191,4        | Maximilian Schachmann | Maximilian Schachmann |
| 4. etape | 11. apr. | Vitoria-Gasteiz – Arrigorriaga                        | middel bjergetape | 164,1        | Maximilian Schachmann | Maximilian Schachmann |
| 5. etape | 12. apr. | Arrigorriaga – Arrate                                 | bjergetape        | 149,8        | Emanuel Buchmann      | Emanuel Buchmann      |
| 6. etape | 13. apr. | Eibar – Eibar                                         | bjergetape        | 118,2        | Adam Yates            | Jon Izagirre          |

### 1. etape
| \| Etaperesultat \| Etaperesultat \| Etaperesultat \| Etaperesultat \| Etaperesultat \| \| Rytter \| Rytter \| Hold \| Tid \| \| \| ------------- \| --------------------- \| --------------------- \| ------------- \| ------------- \| \| 1. \| Maximilian Schachmann \| Bora-Hansgrohe \| 17' 10" \| \| \| 2. \| Daniel Martínez \| EF Education First \| + 9" \| \| \| 3. \| Michał Kwiatkowski \| Team Sky \| + 10" \| \| \| 4. \| Julian Alaphilippe \| Deceuninck-Quick Step \| + 12" \| \| \| 5. \| Adam Yates \| Mitchelton-Scott \| + 16" \| \| \| 6. \| Patrick Konrad \| Bora-Hansgrohe \| + 19" \| \| \| 7. \| Jon Izagirre \| Astana \| + 22" \| \| \| 8. \| Enric Mas \| Deceuninck-Quick Step \| + 24" \| \| \| 9. \| Geraint Thomas \| Team Sky \| + 30" \| \| \| 10. \| Hugh Carthy \| EF Education First \| + 31" \| \| |                       |                       |         |
| |                       |                       |         |
| Kilde: ProCyclingStats |                       |                       |         |
| Etaperesultat |                       |                       |         |
| Rytter | Rytter                | Hold                  | Tid     |
| 1. | Maximilian Schachmann | Bora-Hansgrohe        | 17' 10" |
| 2. | Daniel Martínez       | EF Education First    | + 9"    |
| 3. | Michał Kwiatkowski    | Team Sky              | + 10"   |
| 4. | Julian Alaphilippe    | Deceuninck-Quick Step | + 12"   |
| 5. | Adam Yates            | Mitchelton-Scott      | + 16"   |
| 6. | Patrick Konrad        | Bora-Hansgrohe        | + 19"   |
| 7. | Jon Izagirre          | Astana                | + 22"   |
| 8. | Enric Mas             | Deceuninck-Quick Step | + 24"   |
| 9. | Geraint Thomas        | Team Sky              | + 30"   |
| 10. | Hugh Carthy           | EF Education First    | + 31"   |

| \| Samlede stilling \| Samlede stilling \| Samlede stilling \| Samlede stilling \| Samlede stilling \| \| Rytter \| Rytter \| Hold \| Tid \| \| \| ---------------- \| --------------------- \| --------------------- \| ---------------- \| ---------------- \| \| 1. \| Maximilian Schachmann \| Bora-Hansgrohe \| 17' 10" \| \| \| 2. \| Daniel Martínez \| EF Education First \| + 9" \| \| \| 3. \| Michał Kwiatkowski \| Team Sky \| + 10" \| \| \| 4. \| Julian Alaphilippe \| Deceuninck-Quick Step \| + 12" \| \| \| 5. \| Adam Yates \| Mitchelton-Scott \| + 16" \| \| \| 6. \| Patrick Konrad \| Bora-Hansgrohe \| + 19" \| \| \| 7. \| Jon Izagirre \| Astana \| + 22" \| \| \| 8. \| Enric Mas \| Deceuninck-Quick Step \| + 24" \| \| \| 9. \| Geraint Thomas \| Team Sky \| + 30" \| \| \| 10. \| Hugh Carthy \| EF Education First \| + 31" \| \| |                       |                       |         |
| |                       |                       |         |
| Kilde: ProCyclingStats |                       |                       |         |
| Samlede stilling |                       |                       |         |
| Rytter | Rytter                | Hold                  | Tid     |
| 1. | Maximilian Schachmann | Bora-Hansgrohe        | 17' 10" |
| 2. | Daniel Martínez       | EF Education First    | + 9"    |
| 3. | Michał Kwiatkowski    | Team Sky              | + 10"   |
| 4. | Julian Alaphilippe    | Deceuninck-Quick Step | + 12"   |
| 5. | Adam Yates            | Mitchelton-Scott      | + 16"   |
| 6. | Patrick Konrad        | Bora-Hansgrohe        | + 19"   |
| 7. | Jon Izagirre          | Astana                | + 22"   |
| 8. | Enric Mas             | Deceuninck-Quick Step | + 24"   |
| 9. | Geraint Thomas        | Team Sky              | + 30"   |
| 10. | Hugh Carthy           | EF Education First    | + 31"   |

### 2. etape
| \| Etaperesultat \| Etaperesultat \| Etaperesultat \| Etaperesultat \| Etaperesultat \| \| Rytter \| Rytter \| Hold \| Tid \| \| \| ------------- \| --------------------- \| --------------------- \| ------------- \| ------------- \| \| 1. \| Julian Alaphilippe \| Deceuninck-Quick Step \| 3t 29' 37" \| \| \| 2. \| Bjorg Lambrecht \| Lotto-Soudal \| + 1" \| \| \| 3. \| Michał Kwiatkowski \| Team Sky \| + 1" \| \| \| 4. \| Omar Fraile \| Astana \| + 1" \| \| \| 5. \| Valentin Madouas \| Groupama-FDJ \| + 1" \| \| \| 6. \| Maximilian Schachmann \| Bora-Hansgrohe \| + 1" \| \| \| 7. \| Patrick Konrad \| Bora-Hansgrohe \| + 1" \| \| \| 8. \| Jon Izagirre \| Astana \| + 1" \| \| \| 9. \| Tadej Pogačar \| UAE Team Emirates \| + 1" \| \| \| 10. \| Pieter Serry \| Deceuninck-Quick Step \| + 1" \| \| |                       |                       |            |
| |                       |                       |            |
| Kilde: ProCyclingStats |                       |                       |            |
| Etaperesultat |                       |                       |            |
| Rytter | Rytter                | Hold                  | Tid        |
| 1. | Julian Alaphilippe    | Deceuninck-Quick Step | 3t 29' 37" |
| 2. | Bjorg Lambrecht       | Lotto-Soudal          | + 1"       |
| 3. | Michał Kwiatkowski    | Team Sky              | + 1"       |
| 4. | Omar Fraile           | Astana                | + 1"       |
| 5. | Valentin Madouas      | Groupama-FDJ          | + 1"       |
| 6. | Maximilian Schachmann | Bora-Hansgrohe        | + 1"       |
| 7. | Patrick Konrad        | Bora-Hansgrohe        | + 1"       |
| 8. | Jon Izagirre          | Astana                | + 1"       |
| 9. | Tadej Pogačar         | UAE Team Emirates     | + 1"       |
| 10. | Pieter Serry          | Deceuninck-Quick Step | + 1"       |

| \| Samlede stilling \| Samlede stilling \| Samlede stilling \| Samlede stilling \| Samlede stilling \| \| Rytter \| Rytter \| Hold \| Tid \| \| \| ---------------- \| --------------------- \| --------------------- \| ---------------- \| ---------------- \| \| 1. \| Maximilian Schachmann \| Bora-Hansgrohe \| 3t 46' 44" \| \| \| 2. \| Julian Alaphilippe \| Deceuninck-Quick Step \| + 5" \| \| \| 3. \| Michał Kwiatkowski \| Team Sky \| + 10" \| \| \| 4. \| Daniel Martínez \| EF Education First \| + 13" \| \| \| 5. \| Jon Izagirre \| Astana \| + 23" \| \| \| 6. \| Patrick Konrad \| Bora-Hansgrohe \| + 23" \| \| \| 7. \| Enric Mas \| Deceuninck-Quick Step \| + 28" \| \| \| 8. \| Dylan Teuns \| Bahrain-Merida \| + 36" \| \| \| 9. \| Daniel Martin \| UAE Team Emirates \| + 39" \| \| \| 10. \| Emanuel Buchmann \| Bora-Hansgrohe \| + 41" \| \| |                       |                       |            |
| |                       |                       |            |
| Kilde: ProCyclingStats |                       |                       |            |
| Samlede stilling |                       |                       |            |
| Rytter | Rytter                | Hold                  | Tid        |
| 1. | Maximilian Schachmann | Bora-Hansgrohe        | 3t 46' 44" |
| 2. | Julian Alaphilippe    | Deceuninck-Quick Step | + 5"       |
| 3. | Michał Kwiatkowski    | Team Sky              | + 10"      |
| 4. | Daniel Martínez       | EF Education First    | + 13"      |
| 5. | Jon Izagirre          | Astana                | + 23"      |
| 6. | Patrick Konrad        | Bora-Hansgrohe        | + 23"      |
| 7. | Enric Mas             | Deceuninck-Quick Step | + 28"      |
| 8. | Dylan Teuns           | Bahrain-Merida        | + 36"      |
| 9. | Daniel Martin         | UAE Team Emirates     | + 39"      |
| 10. | Emanuel Buchmann      | Bora-Hansgrohe        | + 41"      |

### 3. etape
| \| Etaperesultat \| Etaperesultat \| Etaperesultat \| Etaperesultat \| Etaperesultat \| \| Rytter \| Rytter \| Hold \| Tid \| \| \| ------------- \| --------------------- \| ---------------------- \| ------------- \| ------------- \| \| 1. \| Maximilian Schachmann \| Bora-Hansgrohe \| 4t 47' 57" \| \| \| 2. \| Diego Ulissi \| UAE Team Emirates \| + 0" \| \| \| 3. \| Enrico Battaglin \| Katusha-Alpecin \| + 0" \| \| \| 4. \| Marc Hirschi \| Team Sunweb \| + 0" \| \| \| 5. \| Jon Izagirre \| Astana \| + 0" \| \| \| 6. \| Jon Aberasturi \| Caja Rural-Seguros RGA \| + 0" \| \| \| 7. \| Adam Yates \| Mitchelton-Scott \| + 0" \| \| \| 8. \| Bauke Mollema \| Trek-Segafredo \| + 0" \| \| \| 9. \| Carlos Quintero \| Manzana Postobón \| + 0" \| \| \| 10. \| Grega Bole \| Bahrain-Merida \| + 0" \| \| |                       |                        |            |
| |                       |                        |            |
| Kilde: ProCyclingStats |                       |                        |            |
| Etaperesultat |                       |                        |            |
| Rytter | Rytter                | Hold                   | Tid        |
| 1. | Maximilian Schachmann | Bora-Hansgrohe         | 4t 47' 57" |
| 2. | Diego Ulissi          | UAE Team Emirates      | + 0"       |
| 3. | Enrico Battaglin      | Katusha-Alpecin        | + 0"       |
| 4. | Marc Hirschi          | Team Sunweb            | + 0"       |
| 5. | Jon Izagirre          | Astana                 | + 0"       |
| 6. | Jon Aberasturi        | Caja Rural-Seguros RGA | + 0"       |
| 7. | Adam Yates            | Mitchelton-Scott       | + 0"       |
| 8. | Bauke Mollema         | Trek-Segafredo         | + 0"       |
| 9. | Carlos Quintero       | Manzana Postobón       | + 0"       |
| 10. | Grega Bole            | Bahrain-Merida         | + 0"       |

| \| Samlede stilling \| Samlede stilling \| Samlede stilling \| Samlede stilling \| Samlede stilling \| \| Rytter \| Rytter \| Hold \| Tid \| \| \| ---------------- \| --------------------- \| ------------------ \| ---------------- \| ---------------- \| \| 1. \| Maximilian Schachmann \| Bora-Hansgrohe \| 8t 34' 31" \| \| \| 2. \| Jon Izagirre \| Astana \| + 33" \| \| \| 3. \| Patrick Konrad \| Bora-Hansgrohe \| + 33" \| \| \| 4. \| Daniel Martínez \| EF Education First \| + 48" \| \| \| 5. \| Daniel Martin \| UAE Team Emirates \| + 49" \| \| \| 6. \| Emanuel Buchmann \| Bora-Hansgrohe \| + 51" \| \| \| 7. \| Pello Bilbao \| Astana \| + 54" \| \| \| 8. \| Dylan Teuns \| Bahrain-Merida \| + 1' 11" \| \| \| 9. \| Mikel Landa \| Movistar Team \| + 1' 16" \| \| \| 10. \| Sam Oomen \| Team Sunweb \| + 1' 16" \| \| |                       |                    |            |
| |                       |                    |            |
| Kilde: ProCyclingStats |                       |                    |            |
| Samlede stilling |                       |                    |            |
| Rytter | Rytter                | Hold               | Tid        |
| 1. | Maximilian Schachmann | Bora-Hansgrohe     | 8t 34' 31" |
| 2. | Jon Izagirre          | Astana             | + 33"      |
| 3. | Patrick Konrad        | Bora-Hansgrohe     | + 33"      |
| 4. | Daniel Martínez       | EF Education First | + 48"      |
| 5. | Daniel Martin         | UAE Team Emirates  | + 49"      |
| 6. | Emanuel Buchmann      | Bora-Hansgrohe     | + 51"      |
| 7. | Pello Bilbao          | Astana             | + 54"      |
| 8. | Dylan Teuns           | Bahrain-Merida     | + 1' 11"   |
| 9. | Mikel Landa           | Movistar Team      | + 1' 16"   |
| 10. | Sam Oomen             | Team Sunweb        | + 1' 16"   |

### 4. etape
| \| Etaperesultat \| Etaperesultat \| Etaperesultat \| Etaperesultat \| Etaperesultat \| \| Rytter \| Rytter \| Hold \| Tid \| \| \| ------------- \| --------------------- \| ----------------- \| ------------- \| ------------- \| \| 1. \| Maximilian Schachmann \| Bora-Hansgrohe \| 4t 03' 55" \| \| \| 2. \| Tadej Pogačar \| UAE Team Emirates \| + 0" \| \| \| 3. \| Jakob Fuglsang \| Astana \| + 1" \| \| \| 4. \| Adam Yates \| Mitchelton-Scott \| + 1" \| \| \| 5. \| Marc Hirschi \| Team Sunweb \| + 9" \| \| \| 6. \| Emanuel Buchmann \| Bora-Hansgrohe \| + 9" \| \| \| 7. \| Patrick Konrad \| Bora-Hansgrohe \| + 9" \| \| \| 8. \| Jon Izagirre \| Astana \| + 9" \| \| \| 9. \| Valentin Madouas \| Groupama-FDJ \| + 9" \| \| \| 10. \| Bjorg Lambrecht \| Lotto-Soudal \| + 9" \| \| |                       |                   |            |
| |                       |                   |            |
| Kilde: ProCyclingStats |                       |                   |            |
| Etaperesultat |                       |                   |            |
| Rytter | Rytter                | Hold              | Tid        |
| 1. | Maximilian Schachmann | Bora-Hansgrohe    | 4t 03' 55" |
| 2. | Tadej Pogačar         | UAE Team Emirates | + 0"       |
| 3. | Jakob Fuglsang        | Astana            | + 1"       |
| 4. | Adam Yates            | Mitchelton-Scott  | + 1"       |
| 5. | Marc Hirschi          | Team Sunweb       | + 9"       |
| 6. | Emanuel Buchmann      | Bora-Hansgrohe    | + 9"       |
| 7. | Patrick Konrad        | Bora-Hansgrohe    | + 9"       |
| 8. | Jon Izagirre          | Astana            | + 9"       |
| 9. | Valentin Madouas      | Groupama-FDJ      | + 9"       |
| 10. | Bjorg Lambrecht       | Lotto-Soudal      | + 9"       |

| \| Samlede stilling \| Samlede stilling \| Samlede stilling \| Samlede stilling \| Samlede stilling \| \| Rytter \| Rytter \| Hold \| Tid \| \| \| ---------------- \| --------------------- \| ------------------ \| ---------------- \| ---------------- \| \| 1. \| Maximilian Schachmann \| Bora-Hansgrohe \| 12t 38' 16" \| \| \| 2. \| Patrick Konrad \| Bora-Hansgrohe \| + 51" \| \| \| 3. \| Jon Izagirre \| Astana \| + 52" \| \| \| 4. \| Daniel Martínez \| EF Education First \| + 1' 07" \| \| \| 5. \| Daniel Martin \| UAE Team Emirates \| + 1' 08" \| \| \| 6. \| Emanuel Buchmann \| Bora-Hansgrohe \| + 1' 10" \| \| \| 7. \| Jakob Fuglsang \| Astana \| + 1' 24" \| \| \| 8. \| Dylan Teuns \| Bahrain-Merida \| + 1' 30" \| \| \| 9. \| Mikel Landa \| Movistar Team \| + 1' 35" \| \| \| 10. \| Mikel Nieve \| Mitchelton-Scott \| + 1' 38" \| \| |                       |                    |             |
| |                       |                    |             |
| Kilde: ProCyclingStats |                       |                    |             |
| Samlede stilling |                       |                    |             |
| Rytter | Rytter                | Hold               | Tid         |
| 1. | Maximilian Schachmann | Bora-Hansgrohe     | 12t 38' 16" |
| 2. | Patrick Konrad        | Bora-Hansgrohe     | + 51"       |
| 3. | Jon Izagirre          | Astana             | + 52"       |
| 4. | Daniel Martínez       | EF Education First | + 1' 07"    |
| 5. | Daniel Martin         | UAE Team Emirates  | + 1' 08"    |
| 6. | Emanuel Buchmann      | Bora-Hansgrohe     | + 1' 10"    |
| 7. | Jakob Fuglsang        | Astana             | + 1' 24"    |
| 8. | Dylan Teuns           | Bahrain-Merida     | + 1' 30"    |
| 9. | Mikel Landa           | Movistar Team      | + 1' 35"    |
| 10. | Mikel Nieve           | Mitchelton-Scott   | + 1' 38"    |

### 5. etape
| \| Etaperesultat \| Etaperesultat \| Etaperesultat \| Etaperesultat \| Etaperesultat \| \| Rytter \| Rytter \| Hold \| Tid \| \| \| ------------- \| --------------------- \| ----------------- \| ------------- \| ------------- \| \| 1. \| Emanuel Buchmann \| Bora-Hansgrohe \| 3t 44' 14" \| \| \| 2. \| Jon Izagirre \| Astana \| + 1' 08" \| \| \| 3. \| Adam Yates \| Mitchelton-Scott \| + 1' 08" \| \| \| 4. \| Jakob Fuglsang \| Astana \| + 1' 08" \| \| \| 5. \| Tadej Pogačar \| UAE Team Emirates \| + 1' 24" \| \| \| 6. \| Daniel Martin \| UAE Team Emirates \| + 1' 24" \| \| \| 7. \| Mikel Landa \| Movistar Team \| + 1' 50" \| \| \| 8. \| Lucas Hamilton \| Mitchelton-Scott \| + 2' 04" \| \| \| 9. \| Maximilian Schachmann \| Bora-Hansgrohe \| + 2' 04" \| \| \| 10. \| Patrick Konrad \| Bora-Hansgrohe \| + 2' 04" \| \| |                       |                   |            |
| |                       |                   |            |
| Kilde: ProCyclingStats |                       |                   |            |
| Etaperesultat |                       |                   |            |
| Rytter | Rytter                | Hold              | Tid        |
| 1. | Emanuel Buchmann      | Bora-Hansgrohe    | 3t 44' 14" |
| 2. | Jon Izagirre          | Astana            | + 1' 08"   |
| 3. | Adam Yates            | Mitchelton-Scott  | + 1' 08"   |
| 4. | Jakob Fuglsang        | Astana            | + 1' 08"   |
| 5. | Tadej Pogačar         | UAE Team Emirates | + 1' 24"   |
| 6. | Daniel Martin         | UAE Team Emirates | + 1' 24"   |
| 7. | Mikel Landa           | Movistar Team     | + 1' 50"   |
| 8. | Lucas Hamilton        | Mitchelton-Scott  | + 2' 04"   |
| 9. | Maximilian Schachmann | Bora-Hansgrohe    | + 2' 04"   |
| 10. | Patrick Konrad        | Bora-Hansgrohe    | + 2' 04"   |

| \| Samlede stilling \| Samlede stilling \| Samlede stilling \| Samlede stilling \| Samlede stilling \| \| Rytter \| Rytter \| Hold \| Tid \| \| \| ---------------- \| --------------------- \| ------------------ \| ---------------- \| ---------------- \| \| 1. \| Emanuel Buchmann \| Bora-Hansgrohe \| 16t 23' 30" \| \| \| 2. \| Jon Izagirre \| Astana \| + 54" \| \| \| 3. \| Maximilian Schachmann \| Bora-Hansgrohe \| + 1' 04" \| \| \| 4. \| Daniel Martin \| UAE Team Emirates \| + 1' 32" \| \| \| 5. \| Jakob Fuglsang \| Astana \| + 1' 32" \| \| \| 6. \| Patrick Konrad \| Bora-Hansgrohe \| + 1' 55" \| \| \| 7. \| Adam Yates \| Mitchelton-Scott \| + 1' 56" \| \| \| 8. \| Daniel Martínez \| EF Education First \| + 2' 11" \| \| \| 9. \| Mikel Landa \| Movistar Team \| + 2' 25" \| \| \| 10. \| Tadej Pogačar \| UAE Team Emirates \| + 2' 25" \| \| |                       |                    |             |
| |                       |                    |             |
| Kilde: ProCyclingStats |                       |                    |             |
| Samlede stilling |                       |                    |             |
| Rytter | Rytter                | Hold               | Tid         |
| 1. | Emanuel Buchmann      | Bora-Hansgrohe     | 16t 23' 30" |
| 2. | Jon Izagirre          | Astana             | + 54"       |
| 3. | Maximilian Schachmann | Bora-Hansgrohe     | + 1' 04"    |
| 4. | Daniel Martin         | UAE Team Emirates  | + 1' 32"    |
| 5. | Jakob Fuglsang        | Astana             | + 1' 32"    |
| 6. | Patrick Konrad        | Bora-Hansgrohe     | + 1' 55"    |
| 7. | Adam Yates            | Mitchelton-Scott   | + 1' 56"    |
| 8. | Daniel Martínez       | EF Education First | + 2' 11"    |
| 9. | Mikel Landa           | Movistar Team      | + 2' 25"    |
| 10. | Tadej Pogačar         | UAE Team Emirates  | + 2' 25"    |

### 6. etape
| \| Etaperesultat \| Etaperesultat \| Etaperesultat \| Etaperesultat \| Etaperesultat \| \| Rytter \| Rytter \| Hold \| Tid \| \| \| ------------- \| -------------- \| ------------------ \| ------------- \| ------------- \| \| 1. \| Adam Yates \| Mitchelton-Scott \| 2t 59' 46" \| \| \| 2. \| Daniel Martin \| UAE Team Emirates \| + 1" \| \| \| 3. \| Jakob Fuglsang \| Astana \| + 1" \| \| \| 4. \| Jon Izagirre \| Astana \| + 1" \| \| \| 5. \| Tadej Pogačar \| UAE Team Emirates \| + 7" \| \| \| 6. \| Bauke Mollema \| Trek-Segafredo \| + 1' 24" \| \| \| 7. \| Mikel Landa \| Movistar Team \| + 1' 24" \| \| \| 8. \| Hugh Carthy \| EF Education First \| + 1' 24" \| \| \| 9. \| David Gaudu \| Groupama-FDJ \| + 1' 24" \| \| \| 10. \| Lucas Hamilton \| Mitchelton-Scott \| + 1' 24" \| \| |                |                    |            |
| |                |                    |            |
| Kilde: ProCyclingStats |                |                    |            |
| Etaperesultat |                |                    |            |
| Rytter | Rytter         | Hold               | Tid        |
| 1. | Adam Yates     | Mitchelton-Scott   | 2t 59' 46" |
| 2. | Daniel Martin  | UAE Team Emirates  | + 1"       |
| 3. | Jakob Fuglsang | Astana             | + 1"       |
| 4. | Jon Izagirre   | Astana             | + 1"       |
| 5. | Tadej Pogačar  | UAE Team Emirates  | + 7"       |
| 6. | Bauke Mollema  | Trek-Segafredo     | + 1' 24"   |
| 7. | Mikel Landa    | Movistar Team      | + 1' 24"   |
| 8. | Hugh Carthy    | EF Education First | + 1' 24"   |
| 9. | David Gaudu    | Groupama-FDJ       | + 1' 24"   |
| 10. | Lucas Hamilton | Mitchelton-Scott   | + 1' 24"   |

## Resultater
| \| Samlede stilling \| Samlede stilling \| Samlede stilling \| Samlede stilling \| Samlede stilling \| \| Rytter \| Rytter \| Hold \| Tid \| \| \| ---------------- \| --------------------- \| ----------------------------- \| ---------------- \| ---------------- \| \| 1. \| Jon Izagirre \| Astana \| 19t 24' 09" \| \| \| 2. \| Daniel Martin \| UAE Team Emirates \| + 29" \| \| \| 3. \| Emanuel Buchmann \| Bora-Hansgrohe \| + 31" \| \| \| 4. \| Jakob Fuglsang \| Astana \| + 36" \| \| \| 5. \| Adam Yates \| Mitchelton-Scott \| + 51" \| \| \| 6. \| Tadej Pogačar \| UAE Team Emirates \| + 1' 36" \| \| \| 7. \| Mikel Landa \| Movistar Team \| + 2' 56" \| \| \| 8. \| Mikel Nieve \| Mitchelton-Scott \| + 3' 13" \| \| \| 9. \| Patrick Konrad \| Bora-Hansgrohe \| + 3' 29" \| \| \| 10. \| Maximilian Schachmann \| Bora-Hansgrohe \| + 3' 44" \| \| \| 11. \| Enric Mas \| Deceuninck-Quick Step \| + 4' 15" \| \| \| 12. \| Hugh Carthy \| EF Education First \| + 5' 25" \| \| \| 13. \| Diego Ulissi \| UAE Team Emirates \| + 6' 02" \| \| \| 14. \| Sergio Henao \| UAE Team Emirates \| + 6' 15" \| \| \| 15. \| Lucas Hamilton \| Mitchelton-Scott \| + 6' 43" \| \| \| 16. \| Víctor de la Parte \| CCC Team \| + 6' 45" \| \| \| 17. \| Valentin Madouas \| Groupama-FDJ \| + 7' 06" \| \| \| 18. \| David Gaudu \| Groupama-FDJ \| + 9' 03" \| \| \| 19. \| Bjorg Lambrecht \| Lotto-Soudal \| + 11' 43" \| \| \| 20. \| Daniel Martínez \| EF Education First \| + 15' 56" \| \| \| 21. \| Bauke Mollema \| Trek-Segafredo \| + 16' 43" \| \| \| 22. \| George Bennett \| Team Jumbo-Visma \| + 18' 51" \| \| \| 23. \| José Joaquín Rojas \| Movistar Team \| + 19' 32" \| \| \| 24. \| Dylan Teuns \| Bahrain-Merida \| + 21' 25" \| \| \| 25. \| Mikel Bizkarra \| Euskadi Basque Country-Murias \| + 22' 53" \| \| |                       |                               |             |
| |                       |                               |             |
| Kilde: ProCyclingStats |                       |                               |             |
| Samlede stilling |                       |                               |             |
| Rytter | Rytter                | Hold                          | Tid         |
| 1. | Jon Izagirre          | Astana                        | 19t 24' 09" |
| 2. | Daniel Martin         | UAE Team Emirates             | + 29"       |
| 3. | Emanuel Buchmann      | Bora-Hansgrohe                | + 31"       |
| 4. | Jakob Fuglsang        | Astana                        | + 36"       |
| 5. | Adam Yates            | Mitchelton-Scott              | + 51"       |
| 6. | Tadej Pogačar         | UAE Team Emirates             | + 1' 36"    |
| 7. | Mikel Landa           | Movistar Team                 | + 2' 56"    |
| 8. | Mikel Nieve           | Mitchelton-Scott              | + 3' 13"    |
| 9. | Patrick Konrad        | Bora-Hansgrohe                | + 3' 29"    |
| 10. | Maximilian Schachmann | Bora-Hansgrohe                | + 3' 44"    |
| 11. | Enric Mas             | Deceuninck-Quick Step         | + 4' 15"    |
| 12. | Hugh Carthy           | EF Education First            | + 5' 25"    |
| 13. | Diego Ulissi          | UAE Team Emirates             | + 6' 02"    |
| 14. | Sergio Henao          | UAE Team Emirates             | + 6' 15"    |
| 15. | Lucas Hamilton        | Mitchelton-Scott              | + 6' 43"    |
| 16. | Víctor de la Parte    | CCC Team                      | + 6' 45"    |
| 17. | Valentin Madouas      | Groupama-FDJ                  | + 7' 06"    |
| 18. | David Gaudu           | Groupama-FDJ                  | + 9' 03"    |
| 19. | Bjorg Lambrecht       | Lotto-Soudal                  | + 11' 43"   |
| 20. | Daniel Martínez       | EF Education First            | + 15' 56"   |
| 21. | Bauke Mollema         | Trek-Segafredo                | + 16' 43"   |
| 22. | George Bennett        | Team Jumbo-Visma              | + 18' 51"   |
| 23. | José Joaquín Rojas    | Movistar Team                 | + 19' 32"   |
| 24. | Dylan Teuns           | Bahrain-Merida                | + 21' 25"   |
| 25. | Mikel Bizkarra        | Euskadi Basque Country-Murias | + 22' 53"   |

| Samlede stilling | Samlede stilling      | Samlede stilling              | Samlede stilling | Samlede stilling |
| Rytter           | Rytter                | Hold                          | Tid              |                  |
| ---------------- | --------------------- | ----------------------------- | ---------------- | ---------------- |
| 1.               | Jon Izagirre          | Astana                        | 19t 24' 09"      |                  |
| 2.               | Daniel Martin         | UAE Team Emirates             | + 29"            |                  |
| 3.               | Emanuel Buchmann      | Bora-Hansgrohe                | + 31"            |                  |
| 4.               | Jakob Fuglsang        | Astana                        | + 36"            |                  |
| 5.               | Adam Yates            | Mitchelton-Scott              | + 51"            |                  |
| 6.               | Tadej Pogačar         | UAE Team Emirates             | + 1' 36"         |                  |
| 7.               | Mikel Landa           | Movistar Team                 | + 2' 56"         |                  |
| 8.               | Mikel Nieve           | Mitchelton-Scott              | + 3' 13"         |                  |
| 9.               | Patrick Konrad        | Bora-Hansgrohe                | + 3' 29"         |                  |
| 10.              | Maximilian Schachmann | Bora-Hansgrohe                | + 3' 44"         |                  |
| 11.              | Enric Mas             | Deceuninck-Quick Step         | + 4' 15"         |                  |
| 12.              | Hugh Carthy           | EF Education First            | + 5' 25"         |                  |
| 13.              | Diego Ulissi          | UAE Team Emirates             | + 6' 02"         |                  |
| 14.              | Sergio Henao          | UAE Team Emirates             | + 6' 15"         |                  |
| 15.              | Lucas Hamilton        | Mitchelton-Scott              | + 6' 43"         |                  |
| 16.              | Víctor de la Parte    | CCC Team                      | + 6' 45"         |                  |
| 17.              | Valentin Madouas      | Groupama-FDJ                  | + 7' 06"         |                  |
| 18.              | David Gaudu           | Groupama-FDJ                  | + 9' 03"         |                  |
| 19.              | Bjorg Lambrecht       | Lotto-Soudal                  | + 11' 43"        |                  |
| 20.              | Daniel Martínez       | EF Education First            | + 15' 56"        |                  |
| 21.              | Bauke Mollema         | Trek-Segafredo                | + 16' 43"        |                  |
| 22.              | George Bennett        | Team Jumbo-Visma              | + 18' 51"        |                  |
| 23.              | José Joaquín Rojas    | Movistar Team                 | + 19' 32"        |                  |
| 24.              | Dylan Teuns           | Bahrain-Merida                | + 21' 25"        |                  |
| 25.              | Mikel Bizkarra        | Euskadi Basque Country-Murias | + 22' 53"        |                  |

| Pointkonkurrence | Pointkonkurrence      | Pointkonkurrence      | Pointkonkurrence | Pointkonkurrence |
| Rytter           | Rytter                | Hold                  | Point            |                  |
| ---------------- | --------------------- | --------------------- | ---------------- | ---------------- |
| 1.               | Maximilian Schachmann | Bora-Hansgrohe        | 96 point         |                  |
| 2.               | Adam Yates            | Mitchelton-Scott      | 78 point         |                  |
| 3.               | Jon Izagirre          | Astana                | 76 point         |                  |
| 4.               | Tadej Pogačar         | UAE Team Emirates     | 54 point         |                  |
| 5.               | Jakob Fuglsang        | Astana                | 50 point         |                  |
| 6.               | Emanuel Buchmann      | Bora-Hansgrohe        | 40 point         |                  |
| 7.               | Julian Alaphilippe    | Deceuninck-Quick Step | 39 point         |                  |
| 8.               | Daniel Martin         | UAE Team Emirates     | 39 point         |                  |
| 9.               | Patrick Konrad        | Bora-Hansgrohe        | 35 point         |                  |
| 10.              | Michał Kwiatkowski    | Team Sky              | 32 point         |                  |

| Pointkonkurrence | Pointkonkurrence      | Pointkonkurrence      | Pointkonkurrence | Pointkonkurrence |
| Rytter           | Rytter                | Hold                  | Point            |                  |
| ---------------- | --------------------- | --------------------- | ---------------- | ---------------- |
| 1.               | Maximilian Schachmann | Bora-Hansgrohe        | 96 point         |                  |
| 2.               | Adam Yates            | Mitchelton-Scott      | 78 point         |                  |
| 3.               | Jon Izagirre          | Astana                | 76 point         |                  |
| 4.               | Tadej Pogačar         | UAE Team Emirates     | 54 point         |                  |
| 5.               | Jakob Fuglsang        | Astana                | 50 point         |                  |
| 6.               | Emanuel Buchmann      | Bora-Hansgrohe        | 40 point         |                  |
| 7.               | Julian Alaphilippe    | Deceuninck-Quick Step | 39 point         |                  |
| 8.               | Daniel Martin         | UAE Team Emirates     | 39 point         |                  |
| 9.               | Patrick Konrad        | Bora-Hansgrohe        | 35 point         |                  |
| 10.              | Michał Kwiatkowski    | Team Sky              | 32 point         |                  |

| Bjergkonkurrence | Bjergkonkurrence     | Bjergkonkurrence              | Bjergkonkurrence | Bjergkonkurrence |
| Rytter           | Rytter               | Hold                          | Point            |                  |
| ---------------- | -------------------- | ----------------------------- | ---------------- | ---------------- |
| 1.               | Adam Yates           | Mitchelton-Scott              | 34 point         |                  |
| 2.               | Alessandro De Marchi | CCC Team                      | 30 point         |                  |
| 3.               | Jon Izagirre         | Astana                        | 29 point         |                  |
| 4.               | Jakob Fuglsang       | Astana                        | 24 point         |                  |
| 5.               | Emanuel Buchmann     | Bora-Hansgrohe                | 15 point         |                  |
| 6.               | Tadej Pogačar        | UAE Team Emirates             | 15 point         |                  |
| 7.               | Carlos Verona        | Movistar Team                 | 13 point         |                  |
| 8.               | Luis León Sánchez    | Astana                        | 12 point         |                  |
| 9.               | Julien Bernard       | Trek-Segafredo                | 12 point         |                  |
| 10.              | Garikoitz Bravo      | Euskadi Basque Country-Murias | 12 point         |                  |

| Bjergkonkurrence | Bjergkonkurrence     | Bjergkonkurrence              | Bjergkonkurrence | Bjergkonkurrence |
| Rytter           | Rytter               | Hold                          | Point            |                  |
| ---------------- | -------------------- | ----------------------------- | ---------------- | ---------------- |
| 1.               | Adam Yates           | Mitchelton-Scott              | 34 point         |                  |
| 2.               | Alessandro De Marchi | CCC Team                      | 30 point         |                  |
| 3.               | Jon Izagirre         | Astana                        | 29 point         |                  |
| 4.               | Jakob Fuglsang       | Astana                        | 24 point         |                  |
| 5.               | Emanuel Buchmann     | Bora-Hansgrohe                | 15 point         |                  |
| 6.               | Tadej Pogačar        | UAE Team Emirates             | 15 point         |                  |
| 7.               | Carlos Verona        | Movistar Team                 | 13 point         |                  |
| 8.               | Luis León Sánchez    | Astana                        | 12 point         |                  |
| 9.               | Julien Bernard       | Trek-Segafredo                | 12 point         |                  |
| 10.              | Garikoitz Bravo      | Euskadi Basque Country-Murias | 12 point         |                  |

| Ungdomskonkurrence | Ungdomskonkurrence    | Ungdomskonkurrence    | Ungdomskonkurrence | Ungdomskonkurrence |
| Rytter             | Rytter                | Hold                  | Tid                |                    |
| ------------------ | --------------------- | --------------------- | ------------------ | ------------------ |
| 1.                 | Tadej Pogačar         | UAE Team Emirates     | 19t 25' 45"        |                    |
| 2.                 | Maximilian Schachmann | Bora-Hansgrohe        | + 2' 08"           |                    |
| 3.                 | Enric Mas             | Deceuninck-Quick Step | + 2' 39"           |                    |
| 4.                 | Hugh Carthy           | EF Education First    | + 3' 49"           |                    |
| 5.                 | Lucas Hamilton        | Mitchelton-Scott      | + 5' 07"           |                    |
| 6.                 | Valentin Madouas      | Groupama-FDJ          | + 5' 30"           |                    |
| 7.                 | David Gaudu           | Groupama-FDJ          | + 7' 27"           |                    |
| 8.                 | Bjorg Lambrecht       | Lotto-Soudal          | + 10' 07"          |                    |
| 9.                 | Daniel Martínez       | EF Education First    | + 14' 20"          |                    |
| 10.                | Jonas Vingegaard      | Team Jumbo-Visma      | + 28' 54"          |                    |

| Ungdomskonkurrence | Ungdomskonkurrence    | Ungdomskonkurrence    | Ungdomskonkurrence | Ungdomskonkurrence |
| Rytter             | Rytter                | Hold                  | Tid                |                    |
| ------------------ | --------------------- | --------------------- | ------------------ | ------------------ |
| 1.                 | Tadej Pogačar         | UAE Team Emirates     | 19t 25' 45"        |                    |
| 2.                 | Maximilian Schachmann | Bora-Hansgrohe        | + 2' 08"           |                    |
| 3.                 | Enric Mas             | Deceuninck-Quick Step | + 2' 39"           |                    |
| 4.                 | Hugh Carthy           | EF Education First    | + 3' 49"           |                    |
| 5.                 | Lucas Hamilton        | Mitchelton-Scott      | + 5' 07"           |                    |
| 6.                 | Valentin Madouas      | Groupama-FDJ          | + 5' 30"           |                    |
| 7.                 | David Gaudu           | Groupama-FDJ          | + 7' 27"           |                    |
| 8.                 | Bjorg Lambrecht       | Lotto-Soudal          | + 10' 07"          |                    |
| 9.                 | Daniel Martínez       | EF Education First    | + 14' 20"          |                    |
| 10.                | Jonas Vingegaard      | Team Jumbo-Visma      | + 28' 54"          |                    |

## Startliste
| Movistar Team MOV | Movistar Team MOV        | Movistar Team MOV |
| ----------------- | ------------------------ | ----------------- |
| Nr.               | Rytter                   | Placering         |
| 1                 | Mikel Landa (ESP)        | 7.                |
| 2                 | Carlos Betancur (COL)    | DNF-6             |
| 3                 | Rubén Fernández (ESP)    | DNF-6             |
| 4                 | Antonio Pedrero (ESP)    | DNF-6             |
| 5                 | José Joaquín Rojas (ESP) | 23.               |
| 6                 | Winner Anacona (COL)     | DNF-6             |
| 7                 | Carlos Verona (ESP)      | 37.               |

| Bahrain-Merida TBM | Bahrain-Merida TBM     | Bahrain-Merida TBM |
| ------------------ | ---------------------- | ------------------ |
| Nr.                | Rytter                 | Placering          |
| 11                 | Grega Bole (SLO)       | 57.                |
| 12                 | Rohan Dennis (AUS)     | DNS-3              |
| 13                 | Meiyin Wang (CHN)      | DNF-5              |
| 14                 | Mark Padun (UKR)       | DNS-2              |
| 15                 | Luka Pibernik (SLO)    | 83.                |
| 16                 | Dylan Teuns (BEL)      | 24.                |
| 17                 | Stephen Williams (GBR) | DNF-5              |

| Bora-Hansgrohe BOH | Bora-Hansgrohe BOH          | Bora-Hansgrohe BOH |
| ------------------ | --------------------------- | ------------------ |
| Nr.                | Rytter                      | Placering          |
| 21                 | Emanuel Buchmann (GER)      | 3.                 |
| 22                 | Cesare Benedetti (ITA)      | 91.                |
| 23                 | Patrick Konrad (AUT)        | 9.                 |
| 24                 | Jay McCarthy (AUS)          | 58.                |
| 25                 | Gregor Mühlberger (AUT)     | DNF-6              |
| 26                 | Paweł Poljański (POL)       | 76.                |
| 27                 | Maximilian Schachmann (GER) | 10.                |

| Astana AST | Astana AST                        | Astana AST |
| ---------- | --------------------------------- | ---------- |
| Nr.        | Rytter                            | Placering  |
| 31         | Jakob Fuglsang (DEN)              | 4.         |
| 32         | Pello Bilbao (ESP)                | 53.        |
| 33         | Omar Fraile (ESP)                 | 43.        |
| 34         | Gorka Izagirre (ESP) (landevej)   | 28.        |
| 35         | Jon Izagirre (ESP)                | 1.         |
| 36         | Aleksej Lutsenko (KAZ) (landevej) | DNF-6      |
| 37         | Luis León Sánchez (ESP)           | 27.        |

| Deceuninck-Quick Step DQT | Deceuninck-Quick Step DQT | Deceuninck-Quick Step DQT |
| ------------------------- | ------------------------- | ------------------------- |
| Nr.                       | Rytter                    | Placering                 |
| 41                        | Julian Alaphilippe (FRA)  | DNS-4                     |
| 42                        | Rémi Cavagna (FRA)        | HD-6                      |
| 43                        | Dries Devenyns (BEL)      | 70.                       |
| 44                        | Mikkel Honoré (DEN)       | 49.                       |
| 45                        | Enric Mas (ESP)           | 11.                       |
| 46                        | Pieter Serry (BEL)        | 54.                       |
| 47                        | Petr Vakoč (CZE)          | DNF-6                     |

| AG2R La Mondiale ALM | AG2R La Mondiale ALM         | AG2R La Mondiale ALM |
| -------------------- | ---------------------------- | -------------------- |
| Nr.                  | Rytter                       | Placering            |
| 51                   | Alexandre Geniez (FRA)       | DNF-4                |
| 52                   | Mikaël Cherel (FRA)          | 69.                  |
| 53                   | Clément Chevrier (FRA)       | 81.                  |
| 54                   | Mathias Frank (SUI)          | 67.                  |
| 55                   | Hubert Dupont (FRA)          | 61.                  |
| 56                   | Aurélien Paret-Peintre (FRA) | 72.                  |
| 57                   | Larry Warbasse (USA)         | 64.                  |

| Lotto-Soudal LTS | Lotto-Soudal LTS         | Lotto-Soudal LTS |
| ---------------- | ------------------------ | ---------------- |
| Nr.              | Rytter                   | Placering        |
| 61               | Jelle Vanendert (BEL)    | DNF-6            |
| 62               | Sander Armée (BEL)       | 74.              |
| 63               | Adam Hansen (AUS)        | DNF-3            |
| 64               | Bjorg Lambrecht (BEL)    | 19.              |
| 65               | Tomasz Marczyński (POL)  | 48.              |
| 66               | Maxime Monfort (BEL)     | DNF-6            |
| 67               | Tosh Van der Sande (BEL) | DNF-6            |

| Katusha-Alpecin TKA | Katusha-Alpecin TKA    | Katusha-Alpecin TKA |
| ------------------- | ---------------------- | ------------------- |
| Nr.                 | Rytter                 | Placering           |
| 71                  | Enrico Battaglin (ITA) | DNF-6               |
| 72                  | Willie Smit (RSA)      | HD-6                |
| 73                  | Ruben Guerreiro (POR)  | 36.                 |
| 74                  | Steff Cras (BEL)       | DNF-3               |
| 75                  | José Gonçalves (POR)   | 63.                 |
| 76                  | Daniel Navarro (ESP)   | 47.                 |
| 77                  | Dmitrij Strakhov (RUS) | HD-6                |

| Team Sky SKY | Team Sky SKY                        | Team Sky SKY |
| ------------ | ----------------------------------- | ------------ |
| Nr.          | Rytter                              | Placering    |
| 81           | Geraint Thomas (GBR)                | 40.          |
| 82           | Jonathan Castroviejo (ESP)          | DNF-3        |
| 83           | David de la Cruz (ESP)              | 34.          |
| 84           | Kenny Elissonde (FRA)               | 84.          |
| 85           | Michał Gołaś (POL)                  | 89.          |
| 86           | Michał Kwiatkowski (POL) (landevej) | DNF-4        |
| 87           | Diego Rosa (ITA)                    | DNF-6        |

| Mitchelton-Scott MTS | Mitchelton-Scott MTS   | Mitchelton-Scott MTS |
| -------------------- | ---------------------- | -------------------- |
| Nr.                  | Rytter                 | Placering            |
| 91                   | Adam Yates (GBR)       | 5.                   |
| 92                   | Michael Albasini (SUI) | DNF-6                |
| 93                   | Lucas Hamilton (AUS)   | 15.                  |
| 94                   | Damien Howson (AUS)    | 59.                  |
| 95                   | Mikel Nieve (ESP)      | 8.                   |
| 96                   | Nick Schultz (AUS)     | 60.                  |
| 97                   | Tsgabu Grmay (ETH)     | DNS-6                |

| UAE Team Emirates UAD | UAE Team Emirates UAD | UAE Team Emirates UAD |
| --------------------- | --------------------- | --------------------- |
| Nr.                   | Rytter                | Placering             |
| 101                   | Daniel Martin (IRL)   | 2.                    |
| 102                   | Sergio Henao (COL)    | 14.                   |
| 103                   | Manuele Mori (ITA)    | DNF-6                 |
| 104                   | Tadej Pogačar (SLO)   | 6.                    |
| 105                   | Edward Ravasi (ITA)   | HD-6                  |
| 106                   | Rory Sutherland (AUS) | DNF-5                 |
| 107                   | Diego Ulissi (ITA)    | 13.                   |

| EF Education First EF1 | EF Education First EF1 | EF Education First EF1 |
| ---------------------- | ---------------------- | ---------------------- |
| Nr.                    | Rytter                 | Placering              |
| 111                    | Daniel Martínez (COL)  | 20.                    |
| 112                    | Sean Bennett (USA)     | DNF-6                  |
| 113                    | Hugh Carthy (GBR)      | 12.                    |
| 114                    | Simon Clarke (AUS)     | DNF-5                  |
| 115                    | Lawson Craddock (USA)  | 44.                    |
| 116                    | Alex Howes (USA)       | DNF-6                  |
| 117                    | Nathan Brown (USA)     | DNF-4                  |

| CCC Team CPT | CCC Team CPT               | CCC Team CPT |
| ------------ | -------------------------- | ------------ |
| Nr.          | Rytter                     | Placering    |
| 121          | Patrick Bevin (NZL)        | DNF-3        |
| 122          | Amaro Antunes (POR)        | 73.          |
| 123          | Víctor de la Parte (ESP)   | 16.          |
| 124          | Alessandro De Marchi (ITA) | 29.          |
| 125          | Jonas Koch (GER)           | HD-6         |
| 126          | Serge Pauwels (BEL)        | DNF-5        |
| 127          | Riccardo Zoidl (AUT)       | 94.          |

| Dimension Data TDD | Dimension Data TDD               | Dimension Data TDD |
| ------------------ | -------------------------------- | ------------------ |
| Nr.                | Rytter                           | Placering          |
| 131                | Ben King (USA)                   | HD-6               |
| 132                | Steve Cummings (GBR)             | DNF-3              |
| 133                | Nicholas Dlamini (RSA)           | DNF-6              |
| 134                | Jacques Janse van Rensburg (RSA) | HD-6               |
| 135                | Amanuel Ghebreigzabhier (ERI)    | 42.                |
| 136                | Tom-Jelte Slagter (NED)          | 77.                |
| 137                | Danilo Wyss (SUI)                | 65.                |

| Groupama-FDJ GFC | Groupama-FDJ GFC              | Groupama-FDJ GFC |
| ---------------- | ----------------------------- | ---------------- |
| Nr.              | Rytter                        | Placering        |
| 141              | Rudy Molard (FRA)             | 30.              |
| 142              | Bruno Armirail (FRA)          | 86.              |
| 143              | David Gaudu (FRA)             | 18.              |
| 144              | Valentin Madouas (FRA)        | 17.              |
| 145              | Anthony Roux (FRA) (landevej) | DNS-2            |
| 146              | Romain Seigle (FRA)           | 56.              |
| 147              | Léo Vincent (FRA)             | 46.              |

| Team Sunweb SUN | Team Sunweb SUN      | Team Sunweb SUN |
| --------------- | -------------------- | --------------- |
| Nr.             | Rytter               | Placering       |
| 151             | Nicolas Roche (IRL)  | DNF-4           |
| 152             | Chris Hamilton (AUS) | 52.             |
| 153             | Jai Hindley (AUS)    | 38.             |
| 154             | Marc Hirschi (SUI)   | 41.             |
| 155             | Sam Oomen (NED)      | DNS-5           |
| 156             | Michael Storer (AUS) | 68.             |
| 157             | Florian Stork (GER)  | 82.             |

| Team Jumbo-Visma TJV | Team Jumbo-Visma TJV    | Team Jumbo-Visma TJV |
| -------------------- | ----------------------- | -------------------- |
| Nr.                  | Rytter                  | Placering            |
| 161                  | George Bennett (NZL)    | 22.                  |
| 162                  | Sepp Kuss (USA)         | 95.                  |
| 163                  | Bert-Jan Lindeman (NED) | DNF-6                |
| 164                  | Tony Martin (GER)       | DNF-6                |
| 165                  | Daan Olivier (NED)      | DNF-4                |
| 166                  | Neilson Powless (USA)   | 79.                  |
| 167                  | Jonas Vingegaard (DEN)  | 32.                  |

| Trek-Segafredo TFS | Trek-Segafredo TFS   | Trek-Segafredo TFS |
| ------------------ | -------------------- | ------------------ |
| Nr.                | Rytter               | Placering          |
| 171                | Bauke Mollema (NED)  | 21.                |
| 172                | Julien Bernard (FRA) | 93.                |
| 173                | Nicola Conci (ITA)   | 55.                |
| 174                | Fabio Felline (ITA)  | 75.                |
| 175                | Markel Irízar (ESP)  | HD-6               |
| 176                | Toms Skujiņš (LAT)   | 39.                |
| 177                | Peter Stetina (USA)  | 51.                |

| Cofidis, Solutions Crédits COF | Cofidis, Solutions Crédits COF | Cofidis, Solutions Crédits COF |
| ------------------------------ | ------------------------------ | ------------------------------ |
| Nr.                            | Rytter                         | Placering                      |
| 181                            | Jesús Herrada (ESP)            | 66.                            |
| 182                            | Darwin Atapuma (COL)           | HD-6                           |
| 183                            | Loïc Chetout (FRA)             | HD-6                           |
| 184                            | Nicolas Edet (FRA)             | HD-6                           |
| 185                            | Jesper Hansen (DEN)            | HD-6                           |
| 186                            | Luis Ángel Maté (ESP)          | 50.                            |
| 187                            | Anthony Perez (FRA)            | 33.                            |

| Euskadi Basque Country-Murias EUS | Euskadi Basque Country-Murias EUS | Euskadi Basque Country-Murias EUS |
| --------------------------------- | --------------------------------- | --------------------------------- |
| Nr.                               | Rytter                            | Placering                         |
| 191                               | Mikel Bizkarra (ESP)              | 25.                               |
| 192                               | Sergio Samitier (ESP)             | 80.                               |
| 193                               | Enrique Sanz (ESP)                | DNF-5                             |
| 194                               | Mikel Iturria (ESP)               | 78.                               |
| 195                               | Fernando Barceló (ESP)            | HD-6                              |
| 196                               | Garikoitz Bravo (ESP)             | 87.                               |
| 197                               | Óscar Rodríguez (ESP)             | 45.                               |

| Caja Rural-Seguros RGA CJR | Caja Rural-Seguros RGA CJR | Caja Rural-Seguros RGA CJR |
| -------------------------- | -------------------------- | -------------------------- |
| Nr.                        | Rytter                     | Placering                  |
| 201                        | Cristián Rodríguez (ESP)   | 92.                        |
| 202                        | Julen Amezqueta (ESP)      | 62.                        |
| 203                        | Jon Aberasturi (ESP)       | DNF-4                      |
| 204                        | Jon Irisarri (ESP)         | DNF-4                      |
| 205                        | Jonathan Lastra (ESP)      | 31.                        |
| 206                        | David González López (ESP) | 88.                        |
| 207                        | Alex Aranburu (ESP)        | 71.                        |

| Manzana Postobón MZN | Manzana Postobón MZN   | Manzana Postobón MZN |
| -------------------- | ---------------------- | -------------------- |
| Nr.                  | Rytter                 | Placering            |
| 211                  | Aldemar Reyes (COL)    | 35.                  |
| 212                  | Nicolás Sáenz (COL)    | DNF-5                |
| 213                  | Jhojan García (COL)    | 85.                  |
| 214                  | Daniel Jaramillo (COL) | DNF-4                |
| 215                  | Bernardo Suaza (COL)   | DNF-5                |
| 216                  | Yecid Sierra (COL)     | 90.                  |
| 217                  | Carlos Quintero (COL)  | 26.                  |

| Burgos-BH BBH | Burgos-BH BBH         | Burgos-BH BBH |
| ------------- | --------------------- | ------------- |
| Nr.           | Rytter                | Placering     |
| 221           | Ángel Madrazo (ESP)   | DNF-3         |
| 222           | Jetse Bol (NED)       | HD-6          |
| 223           | José Neves (POR)      | DNF-3         |
| 224           | Nícolas Sessler (BRA) | 96.           |
| 225           | Jesús Ezquerra (ESP)  | HD-6          |
| 226           | Diego Rubio (ESP)     | DNF-5         |
| 227           | Ricardo Vilela (POR)  | DNF-4         |

| Movistar Team MOV | Movistar Team MOV        | Movistar Team MOV |
| ----------------- | ------------------------ | ----------------- |
| Nr.               | Rytter                   | Placering         |
| 1                 | Mikel Landa (ESP)        | 7.                |
| 2                 | Carlos Betancur (COL)    | DNF-6             |
| 3                 | Rubén Fernández (ESP)    | DNF-6             |
| 4                 | Antonio Pedrero (ESP)    | DNF-6             |
| 5                 | José Joaquín Rojas (ESP) | 23.               |
| 6                 | Winner Anacona (COL)     | DNF-6             |
| 7                 | Carlos Verona (ESP)      | 37.               |

| Bahrain-Merida TBM | Bahrain-Merida TBM     | Bahrain-Merida TBM |
| ------------------ | ---------------------- | ------------------ |
| Nr.                | Rytter                 | Placering          |
| 11                 | Grega Bole (SLO)       | 57.                |
| 12                 | Rohan Dennis (AUS)     | DNS-3              |
| 13                 | Meiyin Wang (CHN)      | DNF-5              |
| 14                 | Mark Padun (UKR)       | DNS-2              |
| 15                 | Luka Pibernik (SLO)    | 83.                |
| 16                 | Dylan Teuns (BEL)      | 24.                |
| 17                 | Stephen Williams (GBR) | DNF-5              |

| Bora-Hansgrohe BOH | Bora-Hansgrohe BOH          | Bora-Hansgrohe BOH |
| ------------------ | --------------------------- | ------------------ |
| Nr.                | Rytter                      | Placering          |
| 21                 | Emanuel Buchmann (GER)      | 3.                 |
| 22                 | Cesare Benedetti (ITA)      | 91.                |
| 23                 | Patrick Konrad (AUT)        | 9.                 |
| 24                 | Jay McCarthy (AUS)          | 58.                |
| 25                 | Gregor Mühlberger (AUT)     | DNF-6              |
| 26                 | Paweł Poljański (POL)       | 76.                |
| 27                 | Maximilian Schachmann (GER) | 10.                |

| Astana AST | Astana AST                        | Astana AST |
| ---------- | --------------------------------- | ---------- |
| Nr.        | Rytter                            | Placering  |
| 31         | Jakob Fuglsang (DEN)              | 4.         |
| 32         | Pello Bilbao (ESP)                | 53.        |
| 33         | Omar Fraile (ESP)                 | 43.        |
| 34         | Gorka Izagirre (ESP) (landevej)   | 28.        |
| 35         | Jon Izagirre (ESP)                | 1.         |
| 36         | Aleksej Lutsenko (KAZ) (landevej) | DNF-6      |
| 37         | Luis León Sánchez (ESP)           | 27.        |

| Deceuninck-Quick Step DQT | Deceuninck-Quick Step DQT | Deceuninck-Quick Step DQT |
| ------------------------- | ------------------------- | ------------------------- |
| Nr.                       | Rytter                    | Placering                 |
| 41                        | Julian Alaphilippe (FRA)  | DNS-4                     |
| 42                        | Rémi Cavagna (FRA)        | HD-6                      |
| 43                        | Dries Devenyns (BEL)      | 70.                       |
| 44                        | Mikkel Honoré (DEN)       | 49.                       |
| 45                        | Enric Mas (ESP)           | 11.                       |
| 46                        | Pieter Serry (BEL)        | 54.                       |
| 47                        | Petr Vakoč (CZE)          | DNF-6                     |

| AG2R La Mondiale ALM | AG2R La Mondiale ALM         | AG2R La Mondiale ALM |
| -------------------- | ---------------------------- | -------------------- |
| Nr.                  | Rytter                       | Placering            |
| 51                   | Alexandre Geniez (FRA)       | DNF-4                |
| 52                   | Mikaël Cherel (FRA)          | 69.                  |
| 53                   | Clément Chevrier (FRA)       | 81.                  |
| 54                   | Mathias Frank (SUI)          | 67.                  |
| 55                   | Hubert Dupont (FRA)          | 61.                  |
| 56                   | Aurélien Paret-Peintre (FRA) | 72.                  |
| 57                   | Larry Warbasse (USA)         | 64.                  |

| Lotto-Soudal LTS | Lotto-Soudal LTS         | Lotto-Soudal LTS |
| ---------------- | ------------------------ | ---------------- |
| Nr.              | Rytter                   | Placering        |
| 61               | Jelle Vanendert (BEL)    | DNF-6            |
| 62               | Sander Armée (BEL)       | 74.              |
| 63               | Adam Hansen (AUS)        | DNF-3            |
| 64               | Bjorg Lambrecht (BEL)    | 19.              |
| 65               | Tomasz Marczyński (POL)  | 48.              |
| 66               | Maxime Monfort (BEL)     | DNF-6            |
| 67               | Tosh Van der Sande (BEL) | DNF-6            |

| Katusha-Alpecin TKA | Katusha-Alpecin TKA    | Katusha-Alpecin TKA |
| ------------------- | ---------------------- | ------------------- |
| Nr.                 | Rytter                 | Placering           |
| 71                  | Enrico Battaglin (ITA) | DNF-6               |
| 72                  | Willie Smit (RSA)      | HD-6                |
| 73                  | Ruben Guerreiro (POR)  | 36.                 |
| 74                  | Steff Cras (BEL)       | DNF-3               |
| 75                  | José Gonçalves (POR)   | 63.                 |
| 76                  | Daniel Navarro (ESP)   | 47.                 |
| 77                  | Dmitrij Strakhov (RUS) | HD-6                |

| Team Sky SKY | Team Sky SKY                        | Team Sky SKY |
| ------------ | ----------------------------------- | ------------ |
| Nr.          | Rytter                              | Placering    |
| 81           | Geraint Thomas (GBR)                | 40.          |
| 82           | Jonathan Castroviejo (ESP)          | DNF-3        |
| 83           | David de la Cruz (ESP)              | 34.          |
| 84           | Kenny Elissonde (FRA)               | 84.          |
| 85           | Michał Gołaś (POL)                  | 89.          |
| 86           | Michał Kwiatkowski (POL) (landevej) | DNF-4        |
| 87           | Diego Rosa (ITA)                    | DNF-6        |

| Mitchelton-Scott MTS | Mitchelton-Scott MTS   | Mitchelton-Scott MTS |
| -------------------- | ---------------------- | -------------------- |
| Nr.                  | Rytter                 | Placering            |
| 91                   | Adam Yates (GBR)       | 5.                   |
| 92                   | Michael Albasini (SUI) | DNF-6                |
| 93                   | Lucas Hamilton (AUS)   | 15.                  |
| 94                   | Damien Howson (AUS)    | 59.                  |
| 95                   | Mikel Nieve (ESP)      | 8.                   |
| 96                   | Nick Schultz (AUS)     | 60.                  |
| 97                   | Tsgabu Grmay (ETH)     | DNS-6                |

| UAE Team Emirates UAD | UAE Team Emirates UAD | UAE Team Emirates UAD |
| --------------------- | --------------------- | --------------------- |
| Nr.                   | Rytter                | Placering             |
| 101                   | Daniel Martin (IRL)   | 2.                    |
| 102                   | Sergio Henao (COL)    | 14.                   |
| 103                   | Manuele Mori (ITA)    | DNF-6                 |
| 104                   | Tadej Pogačar (SLO)   | 6.                    |
| 105                   | Edward Ravasi (ITA)   | HD-6                  |
| 106                   | Rory Sutherland (AUS) | DNF-5                 |
| 107                   | Diego Ulissi (ITA)    | 13.                   |

| EF Education First EF1 | EF Education First EF1 | EF Education First EF1 |
| ---------------------- | ---------------------- | ---------------------- |
| Nr.                    | Rytter                 | Placering              |
| 111                    | Daniel Martínez (COL)  | 20.                    |
| 112                    | Sean Bennett (USA)     | DNF-6                  |
| 113                    | Hugh Carthy (GBR)      | 12.                    |
| 114                    | Simon Clarke (AUS)     | DNF-5                  |
| 115                    | Lawson Craddock (USA)  | 44.                    |
| 116                    | Alex Howes (USA)       | DNF-6                  |
| 117                    | Nathan Brown (USA)     | DNF-4                  |

| CCC Team CPT | CCC Team CPT               | CCC Team CPT |
| ------------ | -------------------------- | ------------ |
| Nr.          | Rytter                     | Placering    |
| 121          | Patrick Bevin (NZL)        | DNF-3        |
| 122          | Amaro Antunes (POR)        | 73.          |
| 123          | Víctor de la Parte (ESP)   | 16.          |
| 124          | Alessandro De Marchi (ITA) | 29.          |
| 125          | Jonas Koch (GER)           | HD-6         |
| 126          | Serge Pauwels (BEL)        | DNF-5        |
| 127          | Riccardo Zoidl (AUT)       | 94.          |

| Dimension Data TDD | Dimension Data TDD               | Dimension Data TDD |
| ------------------ | -------------------------------- | ------------------ |
| Nr.                | Rytter                           | Placering          |
| 131                | Ben King (USA)                   | HD-6               |
| 132                | Steve Cummings (GBR)             | DNF-3              |
| 133                | Nicholas Dlamini (RSA)           | DNF-6              |
| 134                | Jacques Janse van Rensburg (RSA) | HD-6               |
| 135                | Amanuel Ghebreigzabhier (ERI)    | 42.                |
| 136                | Tom-Jelte Slagter (NED)          | 77.                |
| 137                | Danilo Wyss (SUI)                | 65.                |

| Groupama-FDJ GFC | Groupama-FDJ GFC              | Groupama-FDJ GFC |
| ---------------- | ----------------------------- | ---------------- |
| Nr.              | Rytter                        | Placering        |
| 141              | Rudy Molard (FRA)             | 30.              |
| 142              | Bruno Armirail (FRA)          | 86.              |
| 143              | David Gaudu (FRA)             | 18.              |
| 144              | Valentin Madouas (FRA)        | 17.              |
| 145              | Anthony Roux (FRA) (landevej) | DNS-2            |
| 146              | Romain Seigle (FRA)           | 56.              |
| 147              | Léo Vincent (FRA)             | 46.              |

| Team Sunweb SUN | Team Sunweb SUN      | Team Sunweb SUN |
| --------------- | -------------------- | --------------- |
| Nr.             | Rytter               | Placering       |
| 151             | Nicolas Roche (IRL)  | DNF-4           |
| 152             | Chris Hamilton (AUS) | 52.             |
| 153             | Jai Hindley (AUS)    | 38.             |
| 154             | Marc Hirschi (SUI)   | 41.             |
| 155             | Sam Oomen (NED)      | DNS-5           |
| 156             | Michael Storer (AUS) | 68.             |
| 157             | Florian Stork (GER)  | 82.             |

| Team Jumbo-Visma TJV | Team Jumbo-Visma TJV    | Team Jumbo-Visma TJV |
| -------------------- | ----------------------- | -------------------- |
| Nr.                  | Rytter                  | Placering            |
| 161                  | George Bennett (NZL)    | 22.                  |
| 162                  | Sepp Kuss (USA)         | 95.                  |
| 163                  | Bert-Jan Lindeman (NED) | DNF-6                |
| 164                  | Tony Martin (GER)       | DNF-6                |
| 165                  | Daan Olivier (NED)      | DNF-4                |
| 166                  | Neilson Powless (USA)   | 79.                  |
| 167                  | Jonas Vingegaard (DEN)  | 32.                  |

| Trek-Segafredo TFS | Trek-Segafredo TFS   | Trek-Segafredo TFS |
| ------------------ | -------------------- | ------------------ |
| Nr.                | Rytter               | Placering          |
| 171                | Bauke Mollema (NED)  | 21.                |
| 172                | Julien Bernard (FRA) | 93.                |
| 173                | Nicola Conci (ITA)   | 55.                |
| 174                | Fabio Felline (ITA)  | 75.                |
| 175                | Markel Irízar (ESP)  | HD-6               |
| 176                | Toms Skujiņš (LAT)   | 39.                |
| 177                | Peter Stetina (USA)  | 51.                |

| Cofidis, Solutions Crédits COF | Cofidis, Solutions Crédits COF | Cofidis, Solutions Crédits COF |
| ------------------------------ | ------------------------------ | ------------------------------ |
| Nr.                            | Rytter                         | Placering                      |
| 181                            | Jesús Herrada (ESP)            | 66.                            |
| 182                            | Darwin Atapuma (COL)           | HD-6                           |
| 183                            | Loïc Chetout (FRA)             | HD-6                           |
| 184                            | Nicolas Edet (FRA)             | HD-6                           |
| 185                            | Jesper Hansen (DEN)            | HD-6                           |
| 186                            | Luis Ángel Maté (ESP)          | 50.                            |
| 187                            | Anthony Perez (FRA)            | 33.                            |

| Euskadi Basque Country-Murias EUS | Euskadi Basque Country-Murias EUS | Euskadi Basque Country-Murias EUS |
| --------------------------------- | --------------------------------- | --------------------------------- |
| Nr.                               | Rytter                            | Placering                         |
| 191                               | Mikel Bizkarra (ESP)              | 25.                               |
| 192                               | Sergio Samitier (ESP)             | 80.                               |
| 193                               | Enrique Sanz (ESP)                | DNF-5                             |
| 194                               | Mikel Iturria (ESP)               | 78.                               |
| 195                               | Fernando Barceló (ESP)            | HD-6                              |
| 196                               | Garikoitz Bravo (ESP)             | 87.                               |
| 197                               | Óscar Rodríguez (ESP)             | 45.                               |

| Caja Rural-Seguros RGA CJR | Caja Rural-Seguros RGA CJR | Caja Rural-Seguros RGA CJR |
| -------------------------- | -------------------------- | -------------------------- |
| Nr.                        | Rytter                     | Placering                  |
| 201                        | Cristián Rodríguez (ESP)   | 92.                        |
| 202                        | Julen Amezqueta (ESP)      | 62.                        |
| 203                        | Jon Aberasturi (ESP)       | DNF-4                      |
| 204                        | Jon Irisarri (ESP)         | DNF-4                      |
| 205                        | Jonathan Lastra (ESP)      | 31.                        |
| 206                        | David González López (ESP) | 88.                        |
| 207                        | Alex Aranburu (ESP)        | 71.                        |

| Manzana Postobón MZN | Manzana Postobón MZN   | Manzana Postobón MZN |
| -------------------- | ---------------------- | -------------------- |
| Nr.                  | Rytter                 | Placering            |
| 211                  | Aldemar Reyes (COL)    | 35.                  |
| 212                  | Nicolás Sáenz (COL)    | DNF-5                |
| 213                  | Jhojan García (COL)    | 85.                  |
| 214                  | Daniel Jaramillo (COL) | DNF-4                |
| 215                  | Bernardo Suaza (COL)   | DNF-5                |
| 216                  | Yecid Sierra (COL)     | 90.                  |
| 217                  | Carlos Quintero (COL)  | 26.                  |

| Burgos-BH BBH | Burgos-BH BBH         | Burgos-BH BBH |
| ------------- | --------------------- | ------------- |
| Nr.           | Rytter                | Placering     |
| 221           | Ángel Madrazo (ESP)   | DNF-3         |
| 222           | Jetse Bol (NED)       | HD-6          |
| 223           | José Neves (POR)      | DNF-3         |
| 224           | Nícolas Sessler (BRA) | 96.           |
| 225           | Jesús Ezquerra (ESP)  | HD-6          |
| 226           | Diego Rubio (ESP)     | DNF-5         |
| 227           | Ricardo Vilela (POR)  | DNF-4         |